# Rezan Zuğurli
Rezan Zugurli, auch Zuğurlu, (* 1988 im Dorf Ziyaret im Landkreis Lice) ist Journalistin und eine kurdische ehemalige Bürgermeisterin der Partei Barış ve Demokrasi Partisi (BDP).

## Persönliches
Rezan Zuğurli wuchs als ältestes Kind einer Familie mit acht Kindern auf. Die Familie war Repressionen ausgesetzt, da der Onkel Rezans sein Anwesen für die Gründungsversammlung der PKK zur Verfügung stellte. Die Familie musste aufgrund der Brandschatzungen von Dörfern bei den Auseinandersetzungen zwischen Staat und PKK das Heimatdorf verlassen und ging nach Diyarbakır. Da die Verfolgungen dort weitergingen, verbrachte die Familie noch ein Jahr in Hatay und kehrte zur Einschulung von Rezan mit sechs Jahren nach Diyarbakır zurück. Dort wurde Rezan erstmals registriert. Da ihre Eltern, İhsan Tanrıkulu und Firuze Zuğurli nur nach religiösem Ritus verheiratet waren, wurde die sechsjährige Rezan auf dem Namen ihrer Mutter registriert.
Rezan Zugurli ist mit Uğur Ataş verheiratet und hat einen Sohn. 2010 studierte sie an der Dicle Universität Medienwissenschaften.

## Politische Laufbahn
Rezan Zugurli wurde von den BDP-Delegierten zur Bürgermeisterkandidatin gewählt und mit 91 % der Stimmen zur Bürgermeisterin von Lice gewählt. Es war das beste Ergebnis der Kommunalwahl und mit 25 Jahren war sie die jüngste Bürgermeisterin der Geschichte der Türkei. Im Februar 2017 wurden die beiden Co-Bürgermeister abgesetzt und durch einen von der Regierung in Ankara ernannten Treuhänder ersetzt.

## Strafverfolgung und Prozesse
Rezan Zugurli nahm 2011 an einer Demonstration für die Gefangenen im Hungerstreik teil. 2012 wurde sie verhaftet und zu 5 Jahren Haft verurteilt. Nach 13 Monaten verwies die Revisionsinstanz das Verfahren zurück und setzte die Strafe aus. Im August 2017 wurde das Urteil rechtskräftig und sie kam in Haft. Sie saß zuerst im Gefängnis in Diyarbakır mit ihrem 13 Monate alten Kind. Später wurde sie in das T Type Van-Gefängnis verlegt. und im Juli 2018 aus der Haft entlassen.